# 개체 (컴퓨팅)
철학 또는 전산학에서의 개체(영어: entity)는 인간의 개념 또는 정보의 세계에서 의미있는 하나의 정보 단위이다.
사물의 본질적인 성질을 속성이라고 하며, 관련있는 속성들이 모여서 의미있는 하나의 정보 단위를 이룬 것이 바로 개체에 해당한다. 파일시스템이나 데이터베이스에서의 레코드가 개체에 해당한다. 개체들 사이의 연관성을 관계라고 하며, 개체와 관계를 나타낸 모델을 개체-관계 모델라고 한다.
속성이라는 용어 대신 영어의 attribute를 그대로 한글로 옮겨 애트리뷰트라고 하기도 하며, 개체라는 용어 대신 영어의 entity를 그대로 한글로 옮겨 엔티티라고 하기도 한다.